# Teodorescu & Suhonen
Teodorescu & Suhonen är ett svenskt debattprogram som hade premiär på SVT2 och SVT Play den 29 november 2023. Första säsongen bestod av fyra avsnitt.
I programmet debatterar och diskuterar de två politiska motståndarna Alice Teodorescu och Daniel Suhonen olika sakfrågor. De agerar som både programledare och deltar aktivt i diskussionerna. Ämnena konkretiseras ned till ett politiskt dilemma eller en aspekt av en fråga. Det handlar om fördelningspolitik, kulturkrig eller något annat dagsaktuellt ämne.
I samband med Teodorescu valde att kandidera för Kristdemokraterna i EU-valet byttes hon ut som programledare av SVT. Hon ersattes av Henrik Jönsson, Tove Lifvendahl och P.M. Nilsson.

## Medverkande (i urval)
- Alice Teodorescu
- Daniel Suhonen
- P.M. Nilsson
- Tove Lifvendahl
- Henrik Jönsson